# 미야베 다이키
미야베 다이키(일본어: 宮部 大己, 1998년 10월 16일~)는 일본의 축구 선수이다.

## 구단 경력
그는 2021년 J2리그의 마쓰모토 야마가 FC에 입단했다. 2021년후 J3리그에 강등했다.